# Oberhofen am Irrsee

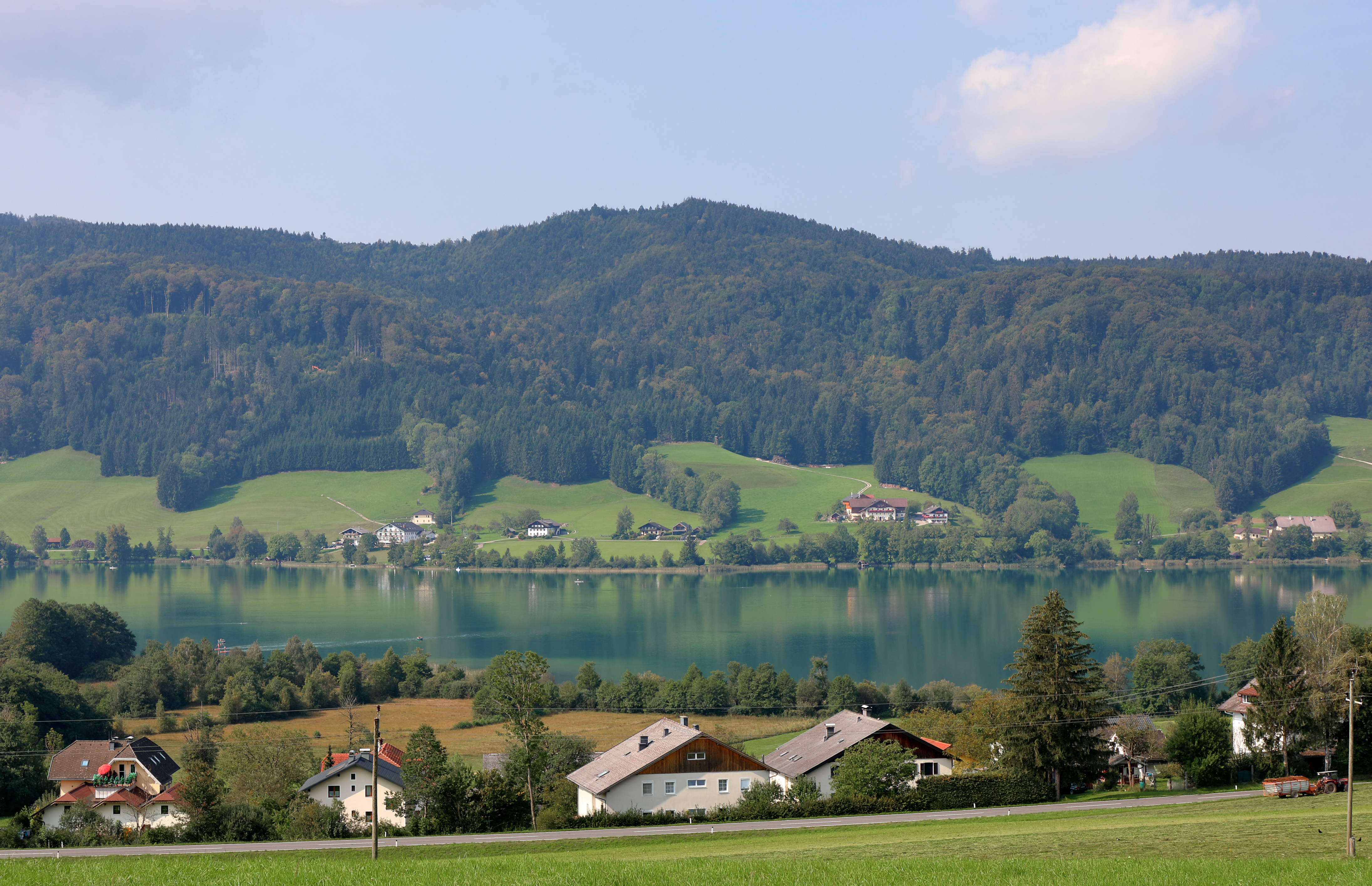
Irrsee mit dem Hasenkopf im Hintergrund

Oberhofen am Irrsee ist eine Gemeinde in Oberösterreich im Bezirk Vöcklabruck im Hausruckviertel mit 1719 Einwohnern (Stand 1. Jänner 2024). Die Gemeinde liegt im Gerichtsbezirk Vöcklabruck, seit der Gerichtsbezirk Mondsee per 1. Juli 2013 aufgelöst wurde.

## Geografie
Oberhofen liegt im Hausruckviertel am Irrsee. Dieser liegt in einer Seeöhe von 450 Meter. Nach Osten steigt das Land bewaldet zum Kogler Berg (819 m) und zum Schoibernberg (883 m) an. Im Südwesten liegt der 895 Meter hohe Hasenkopf.
Die Ausdehnung beträgt von Nord nach Süd 6 und von West nach Ost 6,7 Kilometer. Die Gemeinde hat eine Fläche von 21,19 Quadratkilometer. Davon sind 57 Prozent landwirtschaftliche Nutzfläche, 36 Prozent sind bewaldet.

### Gemeindegliederung
Katastralgemeinden sind Laiter und Rabenschwand.
Das Gemeindegebiet umfasst folgende Ortschaften (in Klammern Einwohnerzahl Stand 1. Jänner 2024):
- Berg (38)
- Brunnberg (18)
- Eichenweg (93)
- Fischhof (50)
- Gegend (153)
- Gewerbegebiet-Salzweg (3)
- Haslach (23)
- Haslau (6, bei Sagmühle, Gem. Zell am Moos)
- Höhenroith (55)
- Laiter (184)
- Oberhofen am Irrsee (180) Hauptort
- Obernberg (96)
- Rabenschwand (203)
- Römerhof (152)
- Salzweg (139)
- Schoibern (18)
- Schweibern (38)
- Steinbach (24)
- Stock (29)
- Wegdorf (217)

Einziger Zählsprengel ist Oberhofen am Irrsee für die gesamte Gemeinde.

### Nachbargemeinden
|                                                  | Straßwalchen (Bez. Salzburg-Umg., Sbg.)     |              |
| Neumarkt am Wallersee (Bez. Salzburg-Umg., Sbg.) | Kompassrose, die auf Nachbargemeinden zeigt |              |
|                                                  | Tiefgraben                                  | Zell am Moos |

## Geschichte
Ursprünglich im Ostteil des Herzogtums Bayern liegend, kam der Ort mit dem Mondseeland nach dem Landshuter Erbfolgekrieg 1506 zum Erzherzogtum Österreich. Noch im selben Jahr verpfändete König Maximilian das Mondseeland an den Erzbischof von Salzburg. Erst nach 60 Jahren wurde die Rückkaufklausel geltend gemacht und somit kam das Mondseeland 1565 zum Land Österreich ob der Enns. Während der Napoleonischen Kriege war der Ort zwischen 1809 und 1816 nochmal Bayern zugeschlagen.
1784 bekam der Ort eine eigene Pfarre.
Nach der Revolution 1848/49 wurde hier per 1. Jänner 1851 die Ortsgemeinde Rabenschwand geschaffen. Mit der Eröffnung der Kaiserin Elisabeth-Bahn 1860 wurde der Bahnhof immer wichtiger, und die Gemeinde wurde mit 1. Jänner 1864 nach dem Pfarrort auf Oberhofen umbenannt.
Seit 1918 gehört der Ort zum Bundesland Oberösterreich. Nach dem Anschluss Österreichs an das Deutsche Reich am 13. März 1938 gehörte der Ort zum Gau Oberdonau. 1945 erfolgte die Wiederherstellung Oberösterreichs.

### Einwohnerentwicklung
1991 hatte die Gemeinde laut Volkszählung 1145 Einwohner, 2001 dann 1335 Einwohner.

## Kultur und Sehenswürdigkeiten
- Burgruine Wildeneck

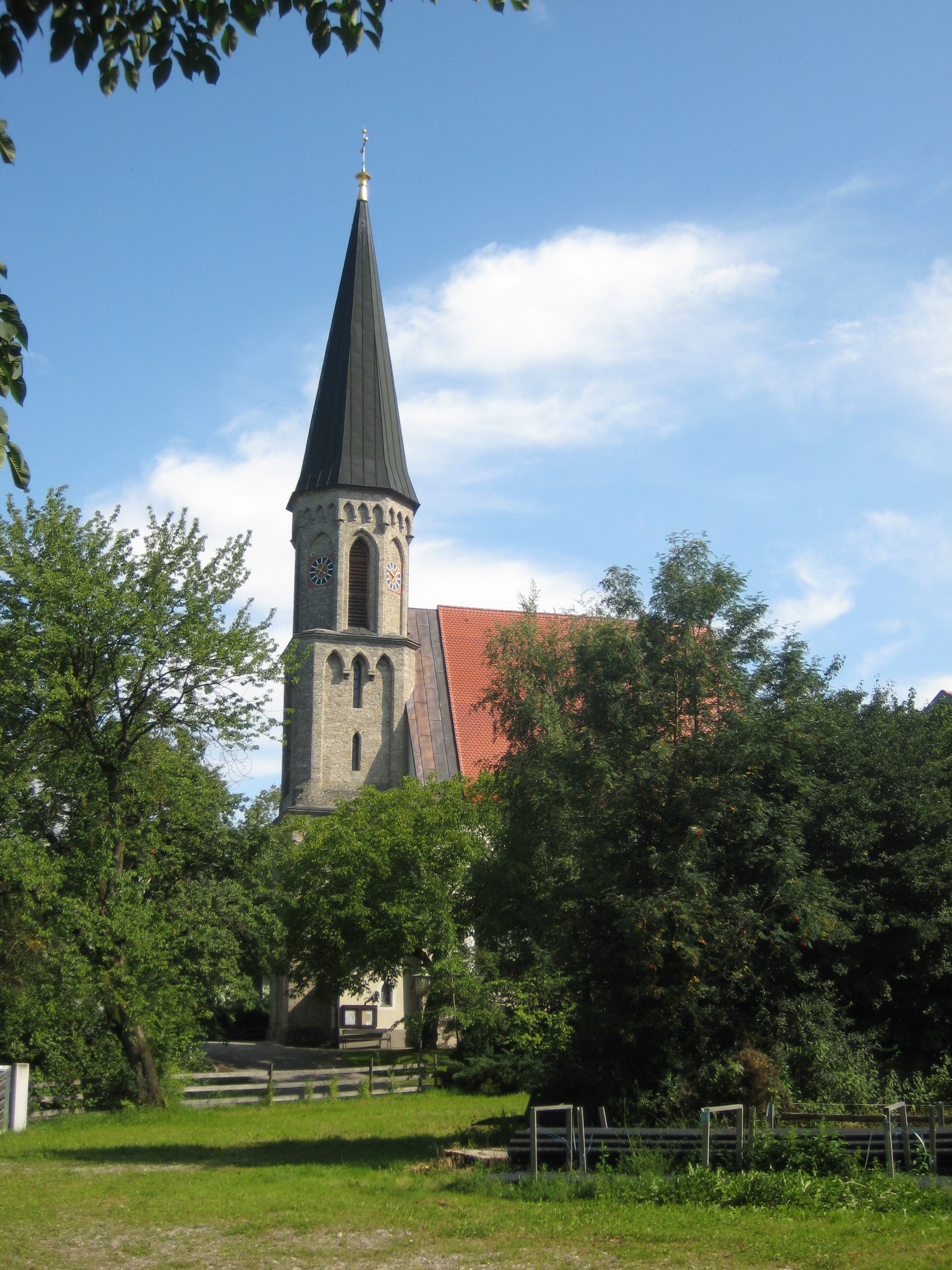
Pfarrkirche Oberhofen

- Katholische Pfarrkirche Oberhofen am Irrsee Vierzehn Nothelfer

## Wirtschaft und Infrastruktur

### Fremdenverkehr
Oberhofen ist Mitglied der LEADER-Region Mondseeland (REGMO) und der Tourismusregion Mondseeland – Mondsee/Irrsee als Teil des Salzkammerguts.

### Verkehr
- Eisenbahn: Durch den Norden des Gemeindegebietes verläuft die Westbahn. Von der Haltestelle Oberhofen-Zell am Moos gibt es regelmäßige Verbindungen nach Linz und Salzburg.[3]
- Straße: Die wichtigste Straßenverbindung ist die Mondsee Straße B154.

## Politik
Der Gemeinderat hat 19 Mitglieder.
- Mit den Gemeinderats- und Bürgermeisterwahlen in Oberösterreich 2003 hatte der Gemeinderat folgende Verteilung: 11 ÖVP, 7 SPÖ und 1 FPÖ.
- Mit den Gemeinderats- und Bürgermeisterwahlen in Oberösterreich 2009 hatte der Gemeinderat folgende Verteilung: 13 ÖVP, 4 SPÖ und 2 FPÖ.
- Mit den Gemeinderats- und Bürgermeisterwahlen in Oberösterreich 2015 hatte der Gemeinderat folgende Verteilung: 12 ÖVP, 4 FPÖ und 3 SPÖ.
- Mit den Gemeinderats- und Bürgermeisterwahlen in Oberösterreich 2021 hat der Gemeinderat folgende Verteilung: 11 ÖVP, 3 FPÖ, 3 GRÜNE und 2 SPÖ.[4]

### Bürgermeister
Bürgermeister seit 1850 waren:
- 1850–1858 Jakob Riennthaler
- 1858–1861 Sebastian Wührer
- 1861–1864 Johann Kroiß
- 1864–1867 Mathias Lettner
- 1867–1870 Franz Schoiberer
- 1870–1873 Georg Eder
- 1873–1876 Johann Feldbacher
- 1876–1879 Johann Eugersgrabner
- 1879–1885 Georg Steinbichler
- 1885–1894 Michael Hattinger
- 1894–1897 Ferdinand Schwertl
- 1897–1900 Georg Lettner
- 1900–1903 Franz Plainer
- 1903–1906 Johann Feldbacher
- 1906–1909 Johann Rüllinger
- 1909–1912 Leopold Eisl
- 1912–1918 Josef Dorfinger
- 1918–1919 Franz Leikermoser
- 1919–1924 Ignaz Spielberger
- 1924–1929 August Augeneder
- 1929–1942 Johann Grabner
- 1942–1945 Johann Spielberger
- 1945–1949 Johann Grabner
- 1949–1955 Josef Dorfinger
- 1955–1971 Matthias Meindl
- 1971–1997 Josef Lochner
- 1997–2007 Johann Lettner (ÖVP)
- seit 2007 Elisabeth Höllwarth-Kaiser (ÖVP)

### Wappen
Blasonierung:
„Über silbernem, gewelltem Schildfuß, darin eine blaue Wellenleiste, in Grün ein silberner Brachvogel mit schwarzem Schnabel und schwarzen Beinen.“
Die Gemeindefarben sind Grün-Weiß-Blau.
Das Gemeindewappen wurde 1979 verliehen. Der dargestellte seltene Große Brachvogel brütet in Oberösterreich nur an wenigen Stellen, darunter im Nordmoor am Irrsee.